# Ismo Falck
Ismo Falck   (Paltamo, 22 d'agost de 1966) és un arquer finlandès, ja retirat, guanyador d'una medalla olímpica.
El 1988 va prendre part en els Jocs Olímpics d'Estiu de Seül, on va disputar dues proves del programa de tir amb arc. Fou quart en la prova per equips, mentre en la competició individual fou vint-i-setè. Quatre anys més tard, als Jocs de Barcelona, tornà a disputar dues proves del programa de tir. Formant equip amb Jari Lipponen i Tomi Poikolainen guanyà la medalla de plata en la prova per equips, mentre en la competició individual fou cinquanta-setè.
En el seu palmarès també destaca una medalla de plata en el Campionat del Món de 1991 i dues medalles, una de d'or i una de bronze, en el Campionat d'Europa.